# Ljuben Spassow
Ljuben Dimitrow Spassow (bulgarisch Любен Спасов, * 22. März 1943 in Sofia; † 5. Juli 2023) war ein bulgarischer Großmeister im Schach. 

## Leben
Spassov erhielt 1972 den Titel eines Internationalen Meisters und 1976 den Großmeister-Titel. Er gewann ein Turnier in Pamporowna 1981 und erreichte einen zweiten Platz 1983 in Warschau.
Im Oktober 2005 gewann er die Seniorenweltmeisterschaft im italienischen Lignano Sabbiadoro. Dieses Turnier gewann er ungeschlagen mit 8,5 Punkten aus elf Partien. 
Seine beste Elo-Zahl von 2490 erreichte er im Januar 1976.

## Nationalmannschaft
Mit der bulgarischen Nationalmannschaft nahm Spassow an den Schacholympiaden 1974, 1978 und 1980 und den Mannschaftseuropameisterschaften 1977, 1980 und 1983 teil.

## Vereine
Ljuben Spassow spielte für Slawia Sofia und mit diesem fünfmal am European Club Cup teil. Größter Erfolg war das Erreichen des Halbfinales 1982.